# Ommatoiulus variolosus
Ommatoiulus variolosus är en mångfotingart som först beskrevs av Filippo Silvestri 1898.  Ommatoiulus variolosus ingår i släktet Ommatoiulus och familjen kejsardubbelfotingar. Inga underarter finns listade i Catalogue of Life.